# لويس فرنانديز (لاعب كرة قدم)
لويس فرنانديز (بالإسبانية: Luis Fernández Teijeiro) (27 سبتمبر 1993 في إسبانيا - ) هو لاعب كرة قدم إسباني في مركز الهجوم. لعب مع ديبورتيفو لاكورونيا ونادي لوغو ونادي هويسكا.

## وصلات خارجية
- لويس فرنانديز على موقع قاعدة بيانات كرة القدم.إي يو (الإنجليزية)
- لويس فرنانديز على موقع Soccerbase.com (لاعب) (الإنجليزية)
- لويس فرنانديز على موقع Soccerway.com (الإنجليزية)
- لويس فرنانديز على موقع AS.com (الإسبانية)